# Dodatek o rovnoprávnosti

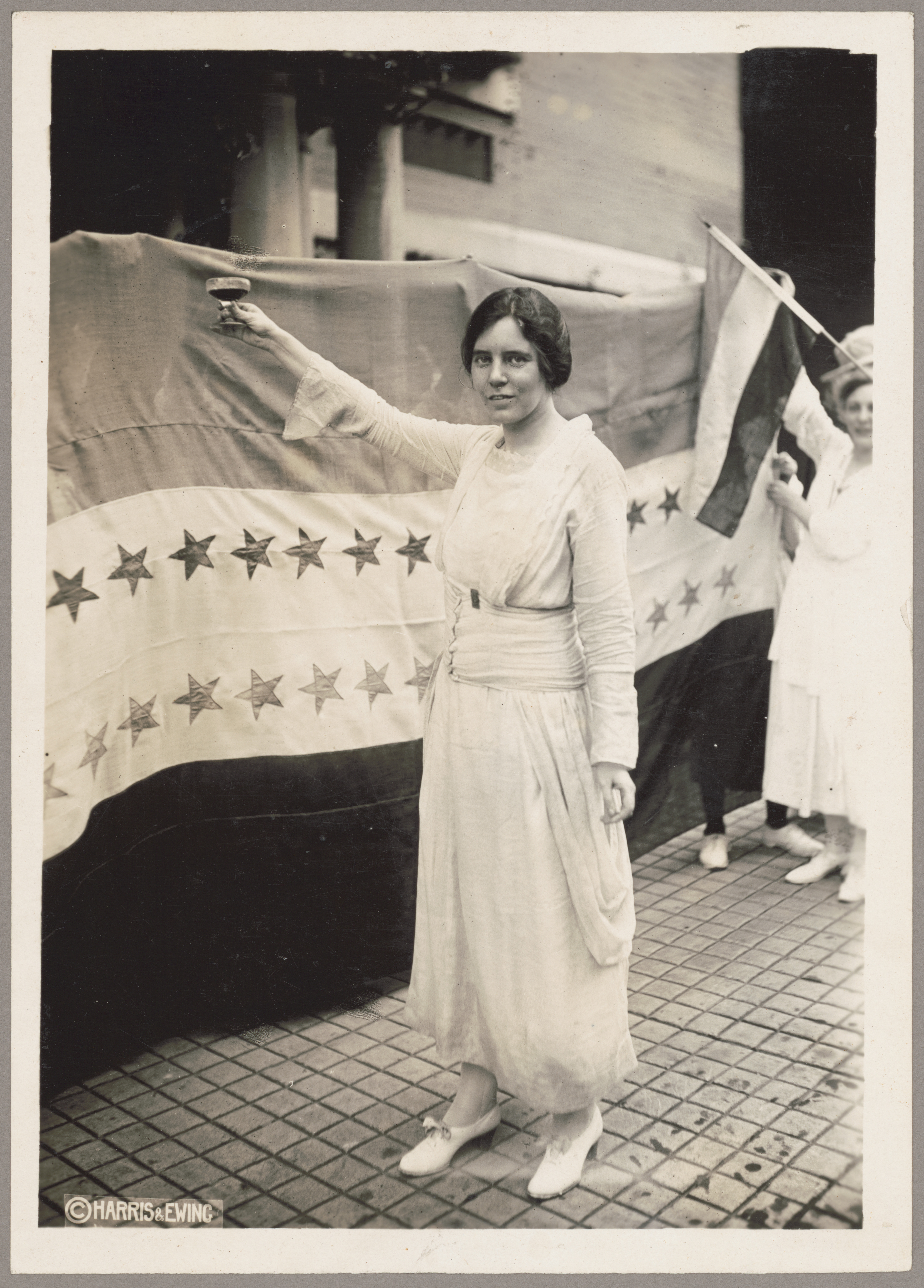
Alice Paul připíjí hroznovou šťávou na podporu přijetí devatenáctého dodatku, 26. srpna 1920.

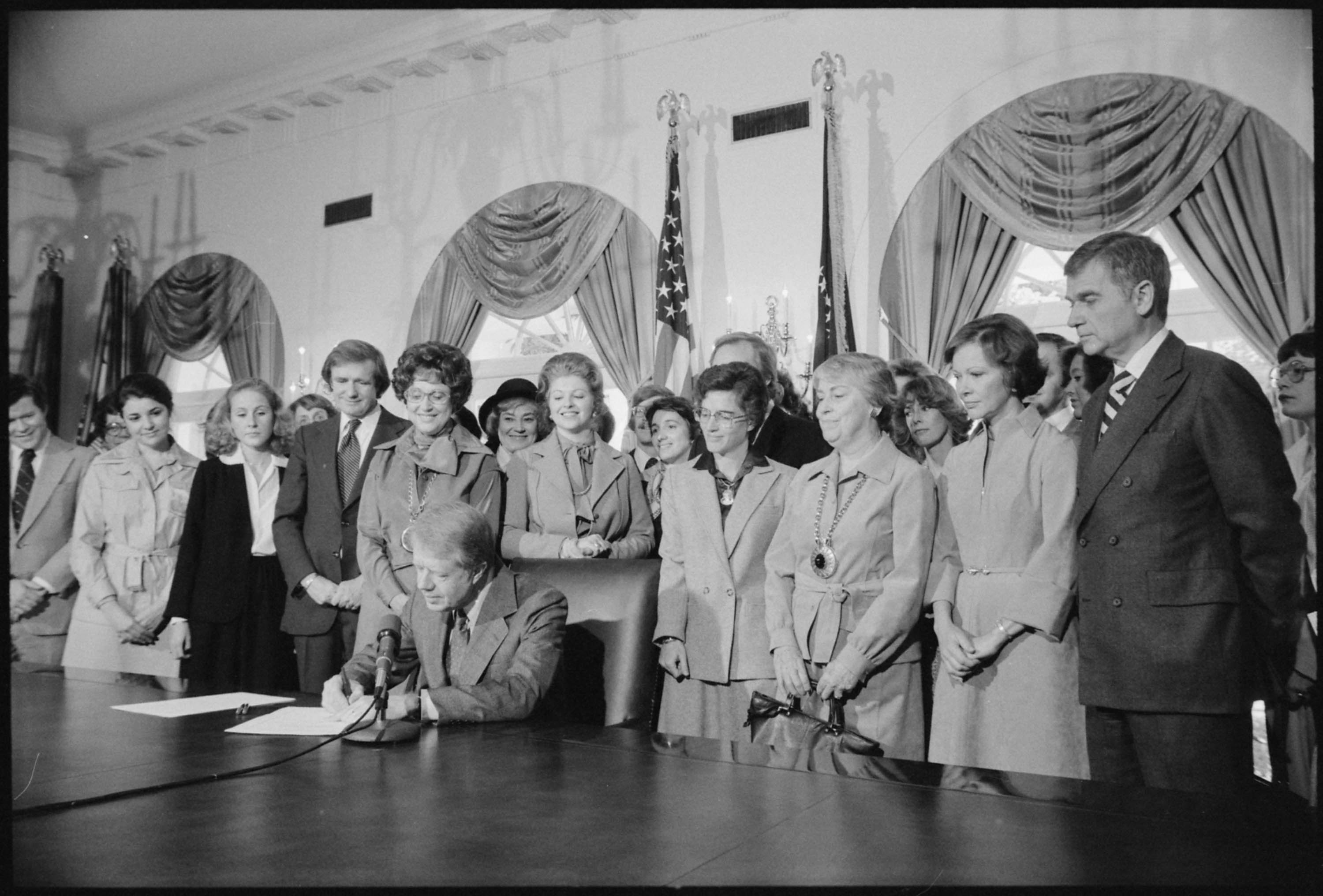
Prezident Carter podepisuje 20.10.1978 rezoluci o prodloužení lhůty pro ratifikaci

Dodatek o rovnoprávnosti (Equal Rights Amendment, ERA) je navrhovaný dodatek k Ústavě Spojených států amerických, který má zaručit rovná zákonná práva všem americkým občanům bez ohledu na pohlaví. Podle jeho zastánců by ukončil právní rozdíly mezi muži a ženami v otázkách rozvodů, majetku, zaměstnání a dalších záležitostech. První verzi dodatku o rovnoprávnosti sepsaly Alice Paul a Crystal Eastman a v prosinci 1923 ji předložily Kongresu.
Nejprve jej ženy ze střední třídy většinou podporovaly, zatímco zástupci dělnické třídy byli často proti a poukazovali na to, že zaměstnané ženy potřebují zvláštní ochranu, pokud jde o pracovní podmínky a pracovní dobu. Se vzestupem ženského hnutí ve Spojených státech v 60. letech 20. století získával Dodatek o rovnoprávnosti stále větší podporu a poté, co jej v roce 1971 znovu předložila poslankyně Martha Griffiths, byl 12. října 1971 schválen Sněmovnou reprezentantů USA a 22. března 1972 Senátem USA, čímž byl Dodatek o rovnoprávnosti v souladu s článkem V Ústavy USA předložen zákonodárným sborům jednotlivých členských států k ratifikaci.

Mapa USA s barevným vyznačením států, které ratifikovaly dodatek o rovnoprávnosti, červená ratifikováno, fialová ratifikováno po 30.6.1982, tmavě žlutá ratifikováno a poté zrušeno, zelená ratifikováno a zrušeno po 30.6.1982, zelená neratifikováno (schváleno pouze v jedné komoře zákonodárného sboru), modrá neratifikováno

Kongres původně stanovil termín ratifikace na 22. března 1979, kdy měly zákonodárné sbory jednotlivých členských států Dodatek o rovnoprávnosti projednat. V roce 1977 obdržel v jednotlivých státech dodatek 35 z potřebných 38 ratifikací. Díky široké podpoře obou stran (včetně obou hlavních politických stran, obou komor Kongresu a prezidentů Richarda Nixona, Geralda Forda a Jimmyho Cartera) se zdálo, že bude Dodatek o rovnoprávnosti plně ratifikován, dokud Phyllis Schlafly nezmobilizovala konzervativní ženy k odporu. Tyto ženy tvrdily, že Dodatek o rovnoprávnosti znevýhodní ženy v domácnosti, způsobí, že ženy budou odvedeny do armády, ztratí ochranu jako je výživné, a odstraní trend přidělovat děti po rozvodu především do péče matek. Mnoho dělnických feministek se proti Dodatku o rovnoprávnosti rovněž stavělo na základě toho, že by zrušil ochranu žen v pracovním právu, ačkoli postupem času se stále více odborů a dělnických feministických vůdkyň obracelo k jeho podpoře.
Zákonodárné sbory pěti států (Idaho, Kentucky, Nebraska, Tennessee a Jižní Dakota) hlasovaly pro zrušení ratifikace Dodatku o rovnoprávnosti. První čtyři z nich ratifikaci odvolaly před původním termínem 22. března 1979, zatímco zákonodárný sbor Jižní Dakoty tak učinil hlasováním o ukončení platnosti ratifikace k tomuto původnímu termínu. Zůstává však nevyřešenou právní otázkou, zda stát může svou ratifikaci federálního ústavního dodatku odvolat.
V roce 1978 Kongres přijal (prostou většinou v obou komorách) a prezident Jimmy Carter podepsal společnou rezoluci s cílem prodloužit lhůtu pro ratifikaci do 30. června 1982. Vzhledem k tomu, že v období od 22. března 1979 do 30. června 1982 neratifikovaly Dodatek o rovnoprávnosti žádné další zákonodárné sbory jednotlivých členských států, spor o platnost takovéhoto prodloužení termínu se přenesl do teoretické roviny. Od roku 1978 se v Kongresu objevovaly pokusy o prodloužení nebo zrušení této lhůty.
V 10. letech 21. století se částečně díky čtvrté vlně feminismu a hnutí Me Too obnovil zájem o přijetí Dodatku o rovnoprávnosti. V roce 2017 se Nevada stala prvním státem, který Dodatek o rovnoprávnosti po uplynutí obou lhůt ratifikoval, a v roce 2018 ji následovalo Illinois. V roce 2020 přijalo valné shromáždění Virginie rezoluci o ratifikaci Dodatku o rovnoprávnosti, čímž se měl počet ratifikací zvýšit na 38. Odborníci i obhájci dodatku však přiznali právní nejistotu ohledně důsledků virginské ratifikace vzhledem k vypršení lhůt a odvolání pěti států.